# Santa María de la Paz
Santa María de la Paz là một đô thị thuộc bang Zacatecas, México. Năm 2005, dân số của đô thị này là 2601 người.